# 徐镜心

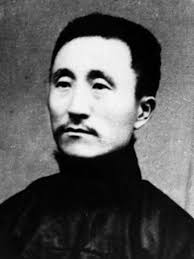
徐镜心

徐镜心（1874年12月10日—1914年4月14日 ），字子鉴。山东黄县黄山馆人。中國民主革命家，中華民國建國初期的政治人物，他是中国同盟会山东主盟人，国民党山东支部理事长。在中国辛亥革命时期有"南宋北徐"之称。

## 生平

### 早年生平
1874年12月10日（清同治十三年十一月初二），徐镜心出生于山东省登莱青道登州府黄县（今山东省烟台市龙口市）黄山馆后徐家村的一户富庶地主家，父亲徐德声创办有一家名为“东福兴顺”的商号。徐镜心5岁入私塾，20岁时已成为县廩生。1901年，徐镜心感到旧学“不足以致用”，遂进入烟台毓才学校学习西学，并在1902年转入山东大学堂学习。
1903年，徐镜心东渡日本，前往早稻田大学攻读法学，1905年徐镜心与孙中山相识，并加入中国同盟会。后在中国同盟会正式成立大会上，徐镜心被委任为同盟会北方支部长兼山东主盟人，在其影响下，1905年一年内加入同盟会的山东学生有46人之多。1906年回国后，徐镜心在烟台创立东牟公学，此学校也成为胶东乃至山东革命的中心。在此期间，徐镜心也曾只身前往辽东、奉天、吉林等地宣传革命。

### 参与革命
1910年，徐镜心返回胶东组织革命，在1911年10月武昌起义爆发后，徐镜心迅速在山东组织起义，其时徐镜心与丁惟汾、刘冠三等人在济南草拟出山东独立大纲7条，迫使山东巡抚孙宝琦于11月13日宣布山东独立。然而由于孙宝琦与清廷暗通款曲，在12日后宣布山东取消独立，徐镜心出走上海避祸，不久后前往烟台。此时烟台名义上已经光复，实际上由王传炯把控，革命成果摇摇欲坠。徐镜心筹划在烟台发动政变拘捕王传炯，不过不幸失败。直到1912年烟台才重新光复。1912年1月15日，徐镜心与邱丕振、连承基一道从大连派兵，一夜之间渡过渤海海峡袭取登州，并于次日成立山东军政府。在攻克登州后，徐镜心立即派兵西征黄县、莱州等地。

### 反袁被害
1912年8月，同盟会改组为国民党，年底，徐镜心当选为国会参议院议员，并在1913年赴北京任职。
在1913年3月20日，宋教仁被害后，徐镜心在参议院弹劾袁世凯，因此为袁世凯所恨。1914年3月15日，袁世凯指示军法处密造伪证，将徐镜心逮捕下狱。4月14日清晨，徐镜心被处死。死后遗体由长子徐焕章等运回山东黄县原籍安葬，1936年6月10日，国民党五届二次会议通过决议，南京国民政府追授徐镜心为陆军上将，进行国葬，葬于济南千佛山辛亥革命烈士陵园。